# Paroisse de Saint-Andrews
Pour les articles homonymes, voir Saint Andrews.
La paroisse de Saint-Andrews est à la fois une paroisse civile et un ancien district de services locaux (DSL) canadien du comté de Charlotte, au sud du Nouveau-Brunswick.

## Toponyme
La paroisse est nommée en l'honneur de l'apôtre André. Une tradition veut plutôt qu'elle soit nommé ainsi en l'honneur d'un prêtre français nommé Saint-André, ou de l'arrivée d'un prêtre le jour de la Saint-André. Auparavant, elle porta le nom de Connosquamcook, qui signifie fin de la région de barre rocheuse.

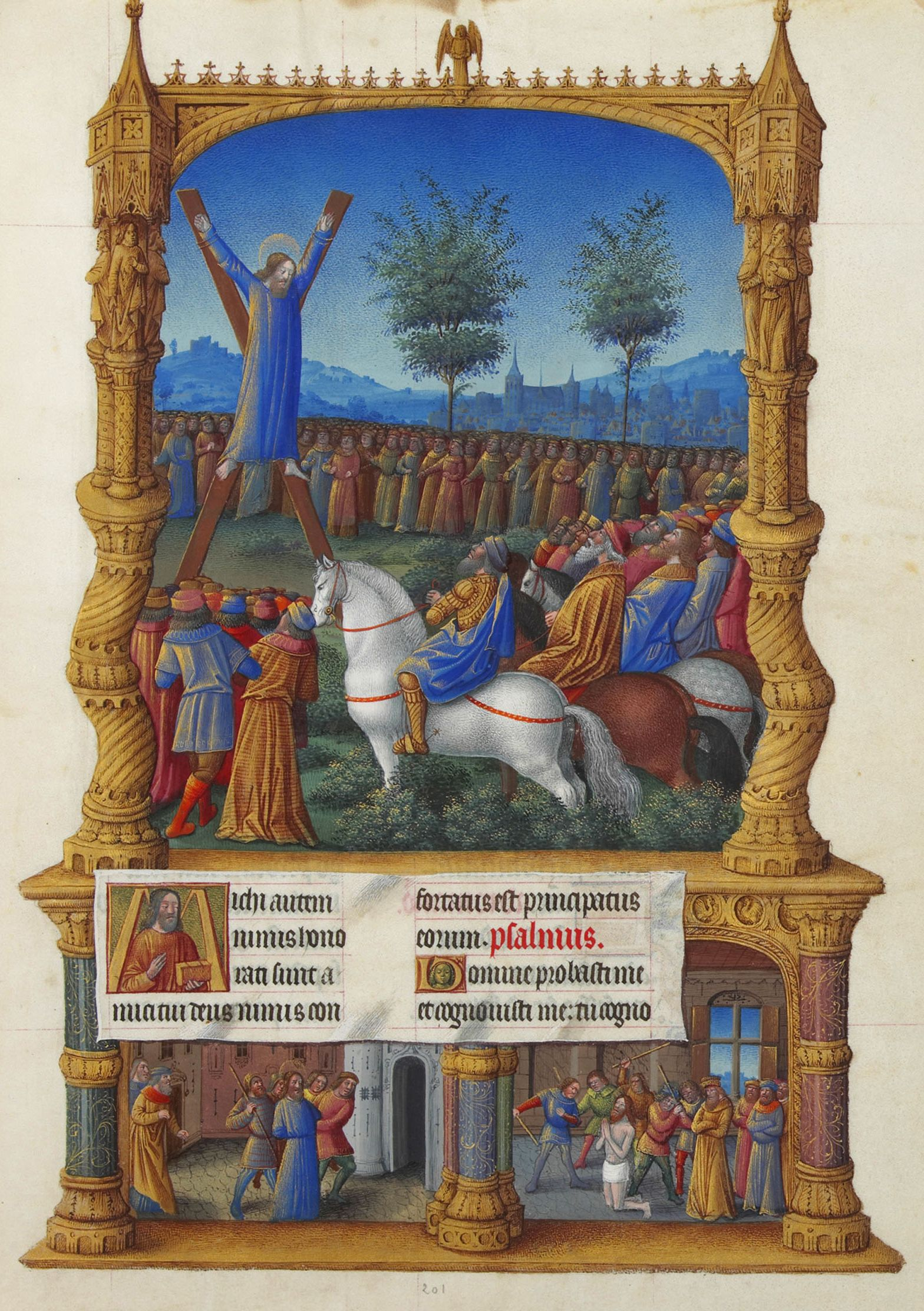
Crucifixion de saint André, Les Très Riches Heures du duc de Berry, musée Condé, Chantilly, ms.65, f.201r, Jean Colombe, vers 1485-1486

## Histoire
La municipalité du comté de Charlotte est dissoute en 1966. La paroisse de Saint-Andrews devient un district de services locaux en 1967.